# NGC 5956
NGC 5956 (również PGC 55501 lub UGC 9908) – galaktyka spiralna z poprzeczką (SBc), znajdująca się w gwiazdozbiorze Węża. Odkrył ją Heinrich Louis d’Arrest 29 kwietnia 1865 roku. Jest to galaktyka z aktywnym jądrem typu LINER.